# Limit to Your Love
The Limit to your love is een liedje geschreven door Leslie Feist en Gonzales. Het is afkomstig van Feists studioalbum The Reminder. Dat album verkocht in het buitenland redelijk tot goed, maar ging geheel aan Nederland voorbij. Het haalde de Album Top 100 niet. In buurland België stond dat album 21 weken in de albumlijst met hoogste notering plaats 16.

## James Blake
Nederland maakte drie jaar later  wel kennis met dit nummer, maar dan onder de titel Limit to your love. De zanger James Blake nam het op voor zijn titelloze album James Blake. Het werd de eerste single van dat album en verkocht redelijk via digitale download.
In Nederland was de single in week 3 van 2011 de 898e Megahit op 3FM en werd een radiohit. De plaat bereikte de 7e positie in de Mega Top 50 op 3FM en de 15e positie in de Nederlandse Top 40 op Radio 538.
In België bereikte de plaat de 5e positie in de Vlaamse Ultratop 50. In de Vlaamse Radio 2 Top 30 werd géén notering behaald.

## Hitnoteringen
In het Verenigd Koninkrijk haalde het de 39e plaats in vier weken tijd. Het bleef daar vooralsnog zijn enige hit aldaar.

### Nederlandse Top 40
| Positie: | 23 | 16 | 15 | 19 | 25 | 37 | uit |

### Mega Top 50
| Positie: | 18 | 7 | 10 | 15 | 30 | 20 | 38 | 45 | 52 | 54 | 82 | uit |

### Vlaamse Radio 2 Top 30
Deze hitlijst werd niet gehaald.

### Vlaamse Ultratop 50
| Positie: | 38 | 23 | 34 | 14 | 5 | 5 | 8 | 14 | 9 | 10 | 10 | 20 | 35 | uit |

### NPO Radio 2 Top 2000
| Nummer met noteringen in de NPO Radio 2 Top 2000 | '14  | '15  |
| ------------------------------------------------ | ---- | ---- |
| Limit to your love                               | 1847 | 1874 |

1. ↑  Een vetgedrukt getal geeft de hoogste notering aan.
2. ↑  2014 was het eerste jaar met een notering voor dit nummer.
3. ↑  Deze tabel is bijgewerkt tot en met de laatste editie (2024).